# Радмила Васић
Радмила Васић (Косовска Каменица, 14. децембар 1967) je српска политичарка. Чланица је Српског покрета Двери, народни посланик у Народној скупштини Републике Србије  и дипломирани Грађевински инжењер.

## Биографија
Рођена је 14. децембра 1967. године у Косовској Каменици где је завршила основну и средњу школу, смер математичко-технички сарадник. Након тога уписала је Грађевинско-архитектонски факултет смер грађевински и дипломирала 1994. године. Одмах након дипломирања запослила се у предузећу за путеве и након две године прешла у приватно предузеће, где је радила на контроли и изградњи пословно-стамбених објеката. Од 1999. године радила је у предузећу ЈППК „Копови“ и у ПГП „Грађевинар Коцић“ у Београду.
Удата, мајка једног детета.

## Политичка каријера
У Дверима је од 2011. године. Била је одборник у Скупштини општине Звездара у два мандата: 2012-2016. и 2016-2020. У периоду од 2016. године открила је низ незаконитог трошења новца из буџета, па је против функционера општине Звездара поднела кривичне пријаве Вишем јавном тужилаштву у Београду. Поступак је у току. У јануару 2021. поднела је кривичну пријаву против председника Републике Србије Александра Вучића за злоупотребе службеног положаја, за кривично дело изнуде и шпијунаже. Поступак је у току.
У Покрету је од 2012. до 2020. године обављала низ функција: члана и председника Савета за инфраструктуру, телекомуникације и енергетику, члана и потпредседника Савета жена, члана Градске управе у Београду. Члан је Главног одбора од 2015. године. У мају 2020. године изабрана је за председника Градске организације Двери у Београду и за члана Председништва Двери. Доласком на чело градске организације својим преданим и активним радом подигла је видљивост и препознатљивост Двери у Београду, као организације која константно износи податке о криминалу и корупцији у Београду. Програм Двери „За Београд по мери човека и породице“ планира да спроведе у Београду и покаже да може и мора градом да се управља законито и на корист Београда и Београђана.